# Wilhelm Johnen (Pilot)
Wilhelm Johnen (* 9. Oktober 1921 in Homberg-Meiersberg (Landkreis Düsseldorf, heute Stadt Ratingen); † 7. Februar 2002 in Überlingen) war ein deutscher Luftwaffenpilot.

## Militärischer Einsatz
Johnen war bei den Nachtjagdgeschwadern 1, 5 und 6 in Holland, im Deutschen Reich und in Ungarn eingesetzt. Er erzielte in 267 Nachteinsätzen und 39 Tageinsätzen 34 bestätigte Abschüsse. Am Ende des Zweiten Weltkrieges war er vom Gefreiten bis zum Hauptmann und Gruppenkommandeur aufgestiegen. Er erhielt das Deutsche Kreuz in Gold, das Eiserne Kreuz und das Ritterkreuz des Eisernen Kreuzes. Am 30. April 1945 kapitulierte die Fliegergruppe unter Johnens Kommando vor den US-Landstreitkräften, nachdem sie ihre einsatzfähigen Flugzeuge zerstört hatte, und begab sich in die Kriegsgefangenschaft. 

### Zwischenfall in der Schweiz

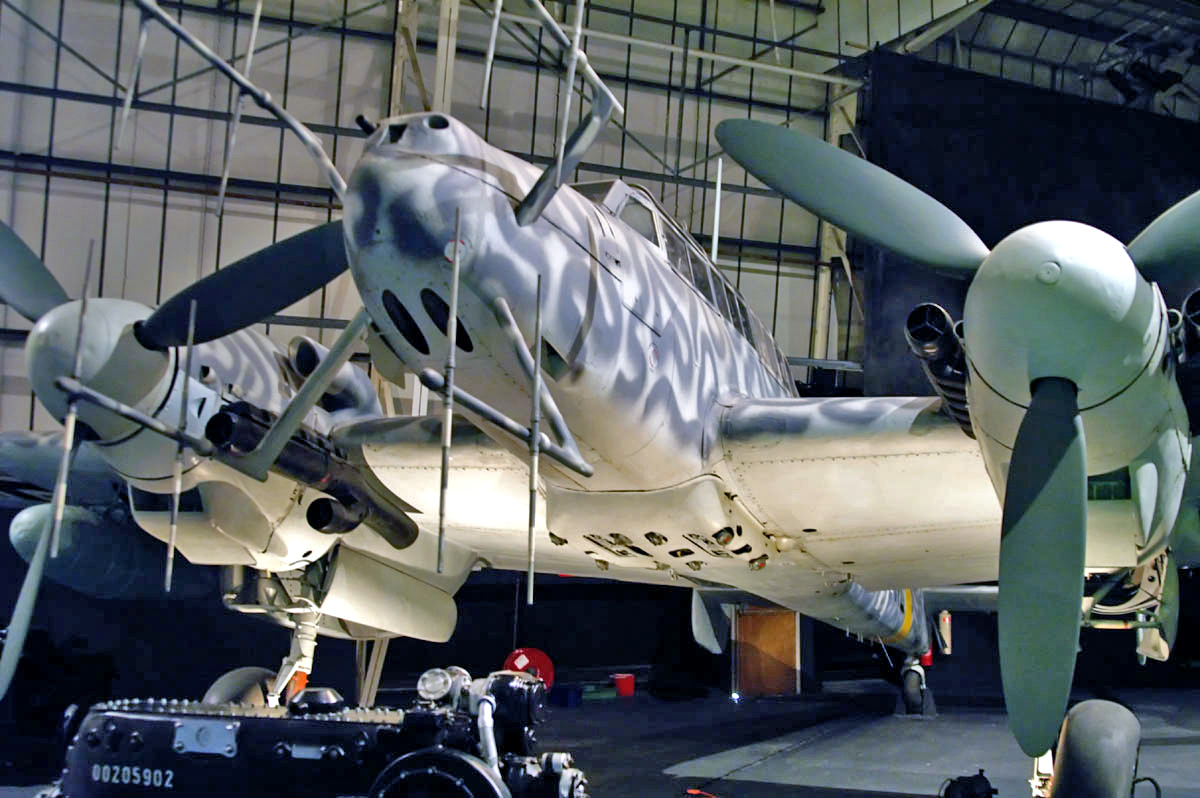
Ein mit dem FuG 220 „Lichtenstein SN-2“-Radar ausgerüsteter Nachtjäger Messerschmitt Bf 110 G im RAF-Museum in Hendon

In der Nacht zum 28. April 1944 geriet die von Johnen geflogene Messerschmitt Bf 110 G mit dem Kennzeichen C9+EN in Schweizer Luftraum und wurde zur Landung auf dem Militärflugplatz Dübendorf gezwungen. Da das Flugzeug mit dem neuen, geheimen Bordradar Lichtenstein SN-2 ausgerüstet war, versuchten die Deutschen zunächst, eine umgehende Rückführung der Maschine nach Deutschland zu erreichen. Im Gegenzug wurde die Lieferung von zwölf Messerschmitt Bf 109 G versprochen. Da die Schweiz der Rückgabe jedoch nicht zustimmte, einigte man sich als Gegenleistung für die Lieferung der zwölf Maschinen darauf, die Bf 110 in Dübendorf zu zerstören. Am Abend des 17. Mai wurde die Maschine unter deutscher Aufsicht von Schweizer Pionieren gesprengt. Die dreiköpfige Besatzung durfte nach Deutschland zurückkehren. Der eidgenössische Nachrichtendienst hatte zuvor aus Berlin Informationen erhalten, nach denen Adolf Hitler notfalls sogar bereit gewesen wäre, einen Luftangriff auf Dübendorf oder ein Kommandounternehmen zu befehlen, um die Bf 110 nicht in feindliche Hände fallen zu lassen. Dies hätte den Ausbruch des offenen Krieges zwischen dem Deutschen Reich und der Schweiz bedeutet.

## Nachkriegszeit
Nach seiner Entlassung aus der Kriegsgefangenschaft ließ sich Johnen in München nieder und studierte hier Ingenieurwissenschaften. Nach seinem Studium war Johnen kurzzeitig Mitarbeiter von Willy Messerschmitt, bevor er ein eigenes Unternehmen gründete.

## Werke
- Duell unter den Sternen – Tatsachenbericht eines deutschen Nachtjägers 1941–1945. Flechsig, Würzburg 2009, ISBN 978-3-8035-0003-8.